# Rudie van Lier
Rudolf Asueer Jacob (Rudie) van Lier (Paramaribo, 24 augustus 1914 – Wageningen, 28 mei 1987) was een Surinaams socioloog, surinamist, historicus, dichter, schrijver en hoogleraar Sociale Wetenschappen verbonden aan de Universiteit Leiden.

## Loopbaan
Rudie van Lier ging in 1929 voor studie naar Nederland (daarvoor was hij klasgenoot van onder meer Hugo Pos). Hij studeerde bij onder anderen Johan Huizinga, aan de Sorbonne in Parijs en in de Verenigde Staten. Hij vond al vroeg aansluiting bij de groep rond het tijdschrift Forum (Menno ter Braak, E. du Perron) waarin hij debuteerde in 1932 met het studentikoze vers 'De gestorven scholier' onder de schuilnaam R. van Aart. In de reeks 'De Vrije Bladen' verscheen in 1939 de poëziebundel Praehistorie, uitgebreid in 1944, en weer onder dezelfde titel in 1947 een prozabundel. Het satirische stuk Roodkapje, eerder verschenen in Praehistorie (1939), verscheen afzonderlijk in 1946 bij De Bezige Bij. In 1974 kwam nog de bundel Rupturen (bij G.A. van Oorschot) uit. Zijn poëzie is traditioneel naar metrum, beeldspraak en rijm en geeft een man te zien 'die de wereld tot zijn thuis heeft genomen' en geneigd is tot lyrische beschouwing, getemperd door ironie en een relativerend oordeel. Zijn proza is fijn gestileerd.

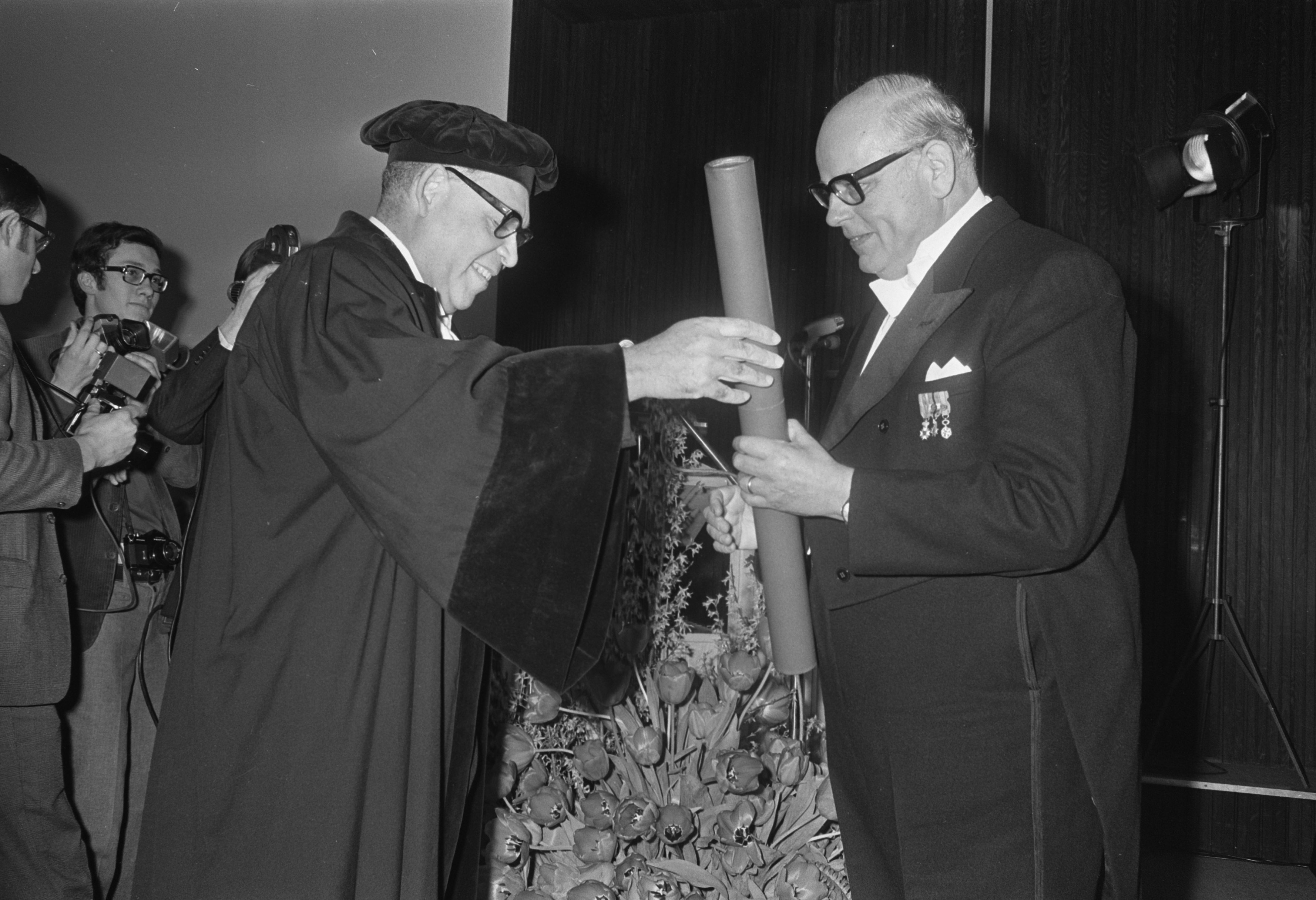
Van Lier reikt een eredoctoraat uit als hoogleraar in Wageningen (1970)

R.A.J. van Lier was vanaf 1949 buitengewoon hoogleraar in de sociologie en cultuurkunde van Suriname, de Nederlandse Antillen en het Caraïbisch gebied in Leiden en werd in 1955 hoogleraar Agrarische Sociologie voor de Ontwikkelingslanden aan de Landbouwhogeschool Wageningen. Hij is de auteur van de sociaal-historische studie Samenleving in een grensgebied (1949), dat tot op de dag van vandaag als standaardwerk over Suriname geldt. Op 1 november 1968 hield hij in Paramaribo bij de opening van de Universiteit van Suriname de rede Universiteit en maatschappij in het perspectief der ontwikkeling.
In 1971 verscheen de vertaling Frontier Society. A social analysis of the history of Surinam (ISBN 90-247-5138-1). In 1986 verscheen de studie Tropische tribaden. Een verhandeling over homoseksualiteit en homoseksuele vrouwen in Suriname (KITLV, ISBN 90-6765-212-1).

## Familie
Rudie van Lier was de kleinzoon van Assueer Jacob Schimmelpenninck van der Oye (1835-1915) uit diens Surinaams huwelijk. Hij was een zwager van de schrijver Willem Frederik Hermans.

## Publicaties (selectie)
- Rudie van Lier: Frontier society. A social analysis of the history of Surinam. Martinus Nijhoof, Den Haag, 1971 ISBN 9789024751389
- Rudie van Lier: Samenleving in een grensgebied, een sociaal-historische studie van de maatschappij in Suriname. Nijhoff, 's-Gravenhage, 1949
- Rudie van Lier: The development and nature of society in the West Indies. Uitgave van Het Indisch Instituut, Amsterdam en 1950
- Rudie van Lier: Tropische tribaden : een verhandeling over homoseksualiteit en homoseksuele vrouwen in Suriname. Foris Publications, Dordrecht, Holland en 1986 ISBN 99789067652124
- Rudie van Lier: Suriname omstreeks 1850. S. Emmering, Amsterdam, 1978 ISBN 9789060335017
- Rudie van Lier: Rupturen. Van Oorschot, Amsterdam, 1974 ISBN 9789028203075
- Rudolf Asveer Jacob van Lier, B. F. Galjart, J. D. Speckmann en Jan Voorhoeve: Een Andere in een ander" : liber amicorum voor R.A.J. van Lier. Van Gorcum, Assen, 1982 ISBN 9789023219316
- Rudie van Lier: Sociale beweging in transculturatie : een wereldhistorisch probleem : rede uitgesproken bij de aanvaarding van het ambt van hoogleraar in de empirische sociologie en sociografie van niet-Westerse gebieden aan de Landbouwhogeschool te Wageningen op 28 Februari 1956. Nijhoff, 's-Gravenhage, 1956 ISBN 9789028203075

### Over Rudie van Lier
Over Van Lier als wetenschapper:
- B.F. Galjart, J.D. Speckmann en J. Voorhoeve (red.): 'Een andere in een ander'; liber amicorum voor R.A.J. van Lier, Leiden 1982: Instituut Culturele Antropologie en Sociologie der Niet-Westerse Volken, (ICA-Publicatie, 52) (met bio-bibliografie).

Over Van Lier als literator:
- Michiel van Kempen: Een geschiedenis van de Surinaamse literatuur, Breda 2003: De Geus, deel I, pp. 605–608.
- J.D. Speckmann en G.W. Locher: In memoriam Rudolf Asueer Jacob van Lier, 24 augustus 1914 - 28 mei 1987, in: Bijdragen tot de Taal-, Land- en Volkenkunde 144(1), 1988, pp. 3–18.